# 坎貝爾鎮區 (印地安納州詹寧斯縣)
坎貝爾鎮區（英語：Campbell Township）是位於美國印地安納州詹寧斯縣的一個行政鎮區。

## 地方資料
根據2010年美國人口普查的數據，坎貝爾鎮區的面積為83.70平方千米，當中陸地面積為83.00平方千米，而水域面積為0.70平方千米。當地共有人口1191人，而人口密度為每平方千米14.23人。